# Faberlic
Faberlic („Faberlik”) – rosyjska firma sprzedaży bezpośredniej, producent kosmetyków, odzieży, akcesoriów, obuwia i towarów innych kategorii. Powstała w 1997 roku, a pod obecną nazwą działa od 2001 roku.

## Historia
Założyciel firmy “Faberlic” Aleksiej Nieczajew i jej pierwszy dyrektor generalny Aleksander Dawankow poznali się na obozie pionierskim. Obaj ukończyli Moskiewski Uniwersytet Państwowy im. M.W. Łomonosowa i podjęli decyzję o wspólnej biznesowej przyszłości. W połowie lat 90. zapoznali się z koncepcją marketingu sieciowego i rozpoczęli sprzedaż suplementów diety i chemii gospodarczej według tego modelu sprzedaży.
W roku 2001 nazwa “Rosyjskaja linia” została zmieniona na nazwę “Faberlic” (Faberlik), co w wolnym tłumaczeniu oznacza “mistrz wizerunku”. Ze słów Nieczajewa wynika, że zmiana nazwy była niezbędna w związku z wejściem na rynki zagraniczne, na których przedsiębiorcy potrzebowali niezarejestrowanego wcześniej znaku towarowego o eufonicznej nazwie, która by się nie kojarzyła z Rosją.
W roku 2011 nastąpiła fuzja pomiędzy “Faberlic” a firmami “Edelstar” i “Infinum”, a rok później z firmą “Sengara”.
W roku 2016 do “Faberlic” dołączyły “Florange” i “Denas MS”. W tym samym roku we współpracy z projektantką Aleną Akhmaduliną firma zaprezentowała trzy kolekcje odzieży damskiej. W 2017 roku uruchomiła własną produkcję szwalniczą w mieście Furmanow, znajdującym się w obwodzie Iwanowskim. W tym samym roku firma wykreowała razem z rosyjskim projektantem mody Valentinem Yudashkinem i stylistą Aleksandrem Rogowem wspólny projekt.
W 2018 roku firma zaprezentowała efekty współpracy z Renatą Litwinową oraz Julią Wysocką.
W 2019 roku Urząd Miejski w Moskwie przyznał produkcji Faberlic statut kompleksu przemysłowego.
W 2021 roku do “Faberlic” dołączył francuski kompleks produkcyjny “BIOSEA”.
W 2022 roku firma spotkała się z bojkotem produktów na skutek rosyjskiej inawzji na Ukrainę.

## Działalność
Firma zajmuje się produkcją różnorodnych produktów: kosmetyków, perfum, chemii gospodarczej, artykułów gospodarstwa domowego, żywności, artykułów dla dzieci, odzieży, obuwia i dodatków, bielizny i rajstop, artykułów dla zwierząt.
W roku 2017 firma założyła fundusz, wspierający projekty edukacyjne i biznesowe, “Kapitanowie Rosji” W roku 2020, przy wsparciu Centrum Przemysłów Kreatywnych Moskiewskiego Uniwersytetu Państwowego im. Łomonosowa, założyła własną szkołę mody i stylu.
W tym samym roku firma uruchomiła projekty społeczne “JA-MAMA” i “Przyjaciel ze schroniska”.

### Kosmetyki i chemia gospodarcza
Zakład produkcyjny kosmetyków “Faberlic” mieści się przy ulicy Nikopolskiej w gminie Biriulowo Zachodnie na terenie Południowego Okręgu Administracyjnego Moskwy. Od roku 2002 w firma dysponuje własnym Centrum Badań Naukowych.
W roku 2004 “Faberlic” nabył fabrykę kosmetyków, zlokalizowaną nieopodal głównego zakładu produkcyjnego, przy ulicy Stupinskij Projezd, zbudowaną w roku 1989 dla “Soreal”, spółki joint venture “Mosbythim” i “L’Oréal”. Bliskie firmie źródło informacji z gazety “Kommiersant”, oszacowało transakcję na sumę 10–15 mln dolarów, zaś inwestycje w modernizację produkcji – 5–10 mln. W roku 2010 Alexander Davankov odkupił część przestrzeni od “Faberlic”, w celu zorganizowania i realizacji własnego projektu – “Laboratorium Kosmetyków Indywidualnych” pod marką “I.C.Lab”.
W roku 2017 powierzchnia pomieszczeń produkcyjnych, biurowych i magazynowych przedsiębiorstwa wynosiła 45 tys. mkw. W pomieszczeniach tych mieści się również własny ośrodek badań naukowych “Faberlic”. Załoga przedsiębiorstwa, to 855 osoby. Firma posiada własną produkcję kosmetyków, gdzie według danych z roku 2020, wytwarzanych jest ponad 150 mln sztuk produktów kosmetycznych rocznie.

### Perfumeria
W ramach produkcji perfumerii “Faberlic” współpracuje z renomowanymi perfumiarzami. Od 2004 roku Pierre Bourdon stworzył dla firmy 22 zapachy, Bertrand Duchaufour – 12, a Dolphin Loebeau – 19. Firma współpracuje również z takimi perfumiarzami jak Olivier Cresp, Maurice Roussel, Thomas Fontaine, Ilias Ermenides i wieloma innymi. W okresie od 2017 do 2019 powstały trzy zapachy przy współpracy z Renatą Litvinovą.

### Odzież i dodatki
“Faberlic” tworzy modele wg własnych projektów, ale także we współpracy ze znanymi rosyjskimi projektantami. W roku 2016 projektantka Alena Akhmadullina stworzyła dla “Faberlic” trzy kolekcje ubrań kapsułkowych. W tym samym roku została zaprezentowana pierwsza kolekcja ubrań szkolnych. Na początku 2017 roku firma, we współpracy z projektantem mody Valentinem Yudashkinem, przedstawiła kolekcję ubrań, dodatków i perfum. W czasie Moskiewskiego Tygodnia Mody, w październiku 2017 roku, efekty współpracy z “Faberlic” zaprezentował stylista Alexander Rogov. Ponadto, w roku 2017 przez firmę został otwarty własny projekt “Faberlic Creative Bureau”, stworzony dla projektantów odzieży w obiekcie przestrzeni kreatywnej “Artplay” w St. Petersburgu.
Spośród 400 nadesłanych prac konkursowych firma wybrała 10 uczestników stacjonarnego programu edukacyjnego celem dalszej współpracy.. W maju 2017 roku firma otworzyła pierwszą fabrykę odzieży w mieście Furmanov, w obwodzie Iwanowskim. W pierwszej kolejności w Furmanowie została zlokalizowana produkcja damskich golfów, piżam i rajstop.

### Faberlic FMCG Accelerator
W maju 2016 r. “Faberlic” wspólnie z firmą inwestycyjną “Global Venture Alliance” uruchomił akcelerator biznesu korporacyjnego “Faberlic FMCG Accelerator”. W tymże roku “Faberlic” wybrał, spośród 250 kandydatów, 5 najbardziej obiecujących projektów.

### Zielony ruch Rosji “EKA”
W roku 2010 “Faberlic” zainicjował powstanie “Zielonego Ruchu Rosji „ECA” przedsięwzięcia ekologicznego, z komisarzem ruchu “Nasi”, Mariną Kokoriną na czele. Korzystając ze wsparcia firmy, uczestnicy ruchu zdołali zasadzić ponad 10 000 000 drzew.

## Spółka

### Właściciele i zarząd
W ciągu pierwszych kilku lat istnienia “Faberlic”, Nieczajew zainwestował w firmę dwa miliony własnych i milion pożyczonych dolarów, a od roku 2000 stał się jej jedynym właścicielem. W roku 2000 Alexander Davankov, zajmujący się zarządzaniem operacyjnym przedsiębiorstwa, zrealizował opcję na 10% “Faberlic”. W roku 2010 zamienił swój udział na część zakładu produkcyjnego przedsiębiorstwa przy ulicy Stupinskij Projezd. W wyniku transakcji Aleksiej Nieczajew stał się właścicielem ponad 99% udziałów firmy: Jak przyznaje sam przedsiębiorca, właścicielem 1 akcji “Faberlic” jest jego córka Daria Nieczajewa. Z dniem 1 marca 2020 r. Nieczajew i Dawankow zostali założycielami i liderami partii politycznej “Nowi Ludzie”.

### Wyniki finansowe
Według danych gazety RBK, przychody “Faberlic”, w roku 2016 wyniosły 23 mld rubli. Z tego 12,96 mld przychodów pochodziło ze sprzedaży kosmetyków i perfum, kolejne 4,8 mld – z odzieży i dodatków; na artykuły zdrowotne i gospodarstwa domowego przypadło 3,23 mld; około 390 mln, to pozostałe przychody.

## Nagrody i wyróżnienia
- Od roku 2006 “Faberlic” jest stale obecny we światowym rankingu TOP-100 największych firm perfumeryjnych i kosmetycznych, według Women’s Wear Daily [en], gdzie jest jedynym przedstawicielem z Rosji. W 2015 roku firma zajęła również 3. miejsce wśród najszybciej rozwijających się firm kosmetycznych, na liście WDD.
- W latach 2010–2014 i 2017 “Faberlic” znalazł się na liście największych firm kosmetycznych magazynu Direct Selling News. Według wyników końcowych w 2016 roku firma zajęła 48. miejsce w rankingu ze zadeklarowanymi przychodami 365 mln USD na koniec 2016 roku[23].
- W latach 2015–2017 “Faberlic” otrzymał nagrody “Prawa Konsumenta i Jakość Obsługi” w kategorii dóbr konsumpcyjnych, a w 2017 r. także w kategorii “Wybór Konsumenta”[24].
- W latach 2014–2016 produkty “Faberlic” otrzymały kilka wyróżnień krajowej nagrody “Moje kosmetyki”, ustanowionej wspólnie przez Rosyjskie Stowarzyszenie Perfumerii i Kosmetyki oraz Targi Kosmetyczne “Intercharm”.
- Kolekcja “Faberlic by Alena Akhmadullina” została wyróżniona nagrodą PRO Fashion Awards 2016 w kategorii Fashion Collaboration of the Year z komentarzem “za stworzenie niedrogiej kolekcji od rosyjskiego projektanta”.
- 13. miejsce w rankingu najszybciej rozwijających się firm w Rosji według gazety RBK[25].
- Firma zajmuje 31. miejsce w światowym rankingu firm sprzedaży bezpośredniej na koniec 2020 roku (według DSN)[26].
- “Faberlic” stał się marką nr 1 w sprzedaży szminek w Rosji w 2020 r. (według panelu skanowania Romira: ranking marek oparty na wynikach sprzedaży szminek w III kwartale 2020 r.)[27].